# Thauvenay
Thauvenay là một xã thuộc tỉnh Cher trong vùng Centre-Val de Loire miền trung Pháp.

## Dân số
| 1962                                | 1968 | 1975 | 1982 | 1990 | 1999 | 2006 |
| ----------------------------------- | ---- | ---- | ---- | ---- | ---- | ---- |
| 250                                 | 255  | 293  | 274  | 295  | 302  | 337  |
| Từ năm 1962 Dân số không tính trùng |      |      |      |      |      |      |